# Hip-hop oriental
Le hip-hop oriental est un genre musical apparenté au hip-hop, influencé d'ambiances et d'instruments orientaux.

## Groupes et Collectifs
- AÏWA
- Raï'n'B Fever

## Liens des groupes recensés
- Aïwa
- Clotaire K
- Dhatûra
- In Vivo